# Família Kennedy

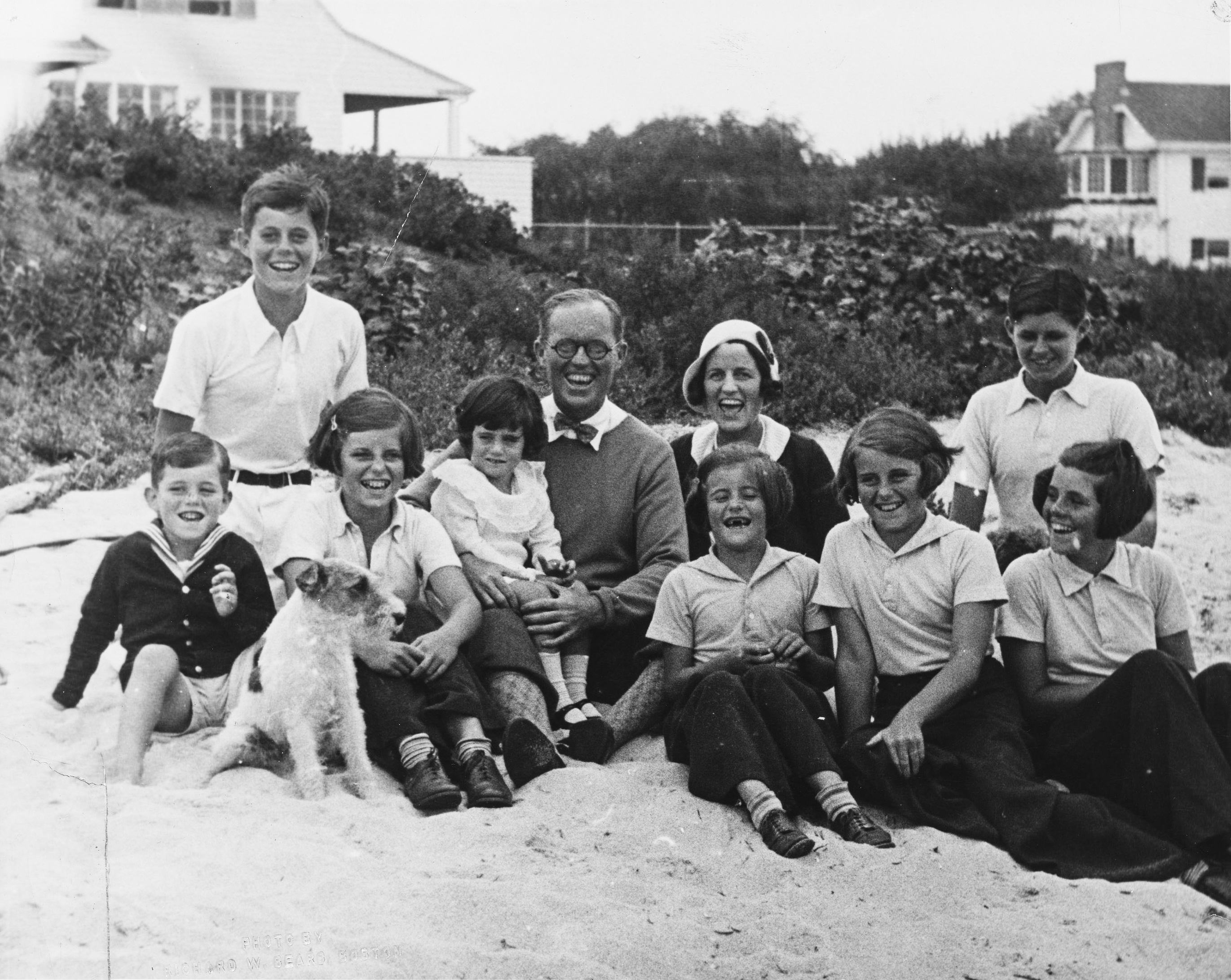
A família Kennedy em 1931.

A família Kennedy ou clã Kennedy é uma proeminente família cujos membros atingiram importantes cargos na política e no governo dos Estados Unidos, e que descendem do casamento de Joseph P. Kennedy e Rose Elizabeth Fitzgerald Kennedy. A família, predominantemente apoiante ou filiada no Partido Democrata, é conhecida pelo seu liberalismo político e pela quantidade de membros que morreram em circunstâncias violentas ou acidentais. O Kennedy mais conhecido foi Presidente dos Estados Unidos da América: John F. Kennedy.

## Membros

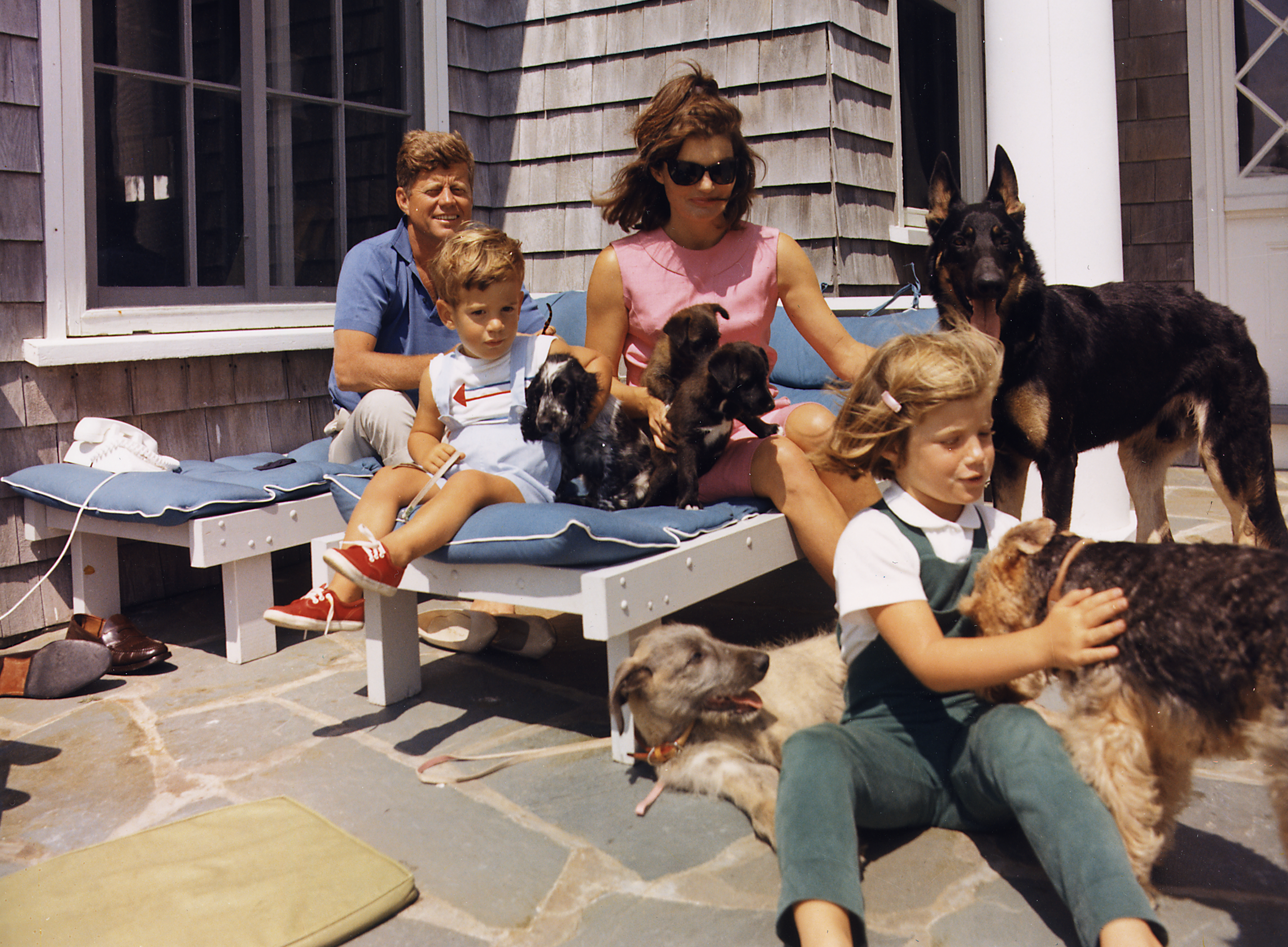
John F. Kennedy e sua família em 1963.

- Joseph P. Kennedy e Rose Elizabeth F. Kennedy tiveram 9 filhos:

Joseph P. Kennedy, Jr. (1915 — 1944) – morreu quando pilotava um bombardeiro na Segunda Guerra Mundial (1944).
John Fitzgerald Kennedy (1917 — 1963) – morreu assassinado por disparos de rifle na cabeça em Dallas (1963). Sua esposa, Jacqueline Kennedy, morreu em decorrência de um câncer linfático, em 19 de maio de 1994, aos 64 anos.
Rosemary Kennedy (1918 — 2005) – nasceu com atraso mental, e foi-lhe feita uma lobotomia frontal, que em lugar de a ajudar, a incapacitou ainda mais. Passou grande parte da sua vida numa instituição para pessoas com deficiência. Morreu aos 86 anos (2005).
Kathleen Agnes Kennedy (1920 — 1948) – morreu num acidente de aviação, quando o avião em que seguia chocou contra os Alpes franceses quando ia visitar o seu irmão John.(1948)
Eunice Kennedy (1921 — 2009) – faleceu em 11 de agosto de 2009. Foi fundadora de Special Olympics, movimento desportivo que busca a integração das pessoas com deficiência intelectual para apoiar a sua irmã Rosemary a ter melhor qualidade de vida.
Patricia Kennedy (1924 — 2006) – casada em 1954 com o actor Peter Lawford, de quem se separaria em 1966. Morreu aos 82 anos na sua casa de Nova Iorque.
Robert Francis Kennedy (1925 — 1968) – morreu assassinado por vários disparos no Ambassador Hotel de Los Angeles minutos depois de ganhar as eleições primárias da Califórnia.
Jean Kennedy Smith (1928 — 2020) – morreu aos 92 anos, sendo a última irmã do Presidente Kennedy a falecer.
Edward Moore "Ted" Kennedy (1932 — 2009) – morreu em decorrência de câncer no cérebro em 2009.
- John F. Kennedy e Jacqueline Bouvier tiveram quatro filhos:

John F. Kennedy, Jr. (1960 — 1999) – morreu após a queda de um monomotor, que ele mesmo pilotava. Sua esposa e cunhada também morreram no acidente.
Arabella Kennedy (1956 — 1956) – faleceu ao nascer.
Caroline Bouvier Kennedy (1957) – escritora, advogada e diplomata.
Patrick Bouvier Kennedy (1963 — 1963) – nascido prematuro em 7 de agosto de 1963, só viveu por dois dias, vindo a falecer em 9 de agosto do mesmo ano.
Árvore genealógica baseada nos artigos da Wikipedia em inglês:
|  |  |        |        |        |        |        |        |  |  |      |      |      |      |      |      | P. J. Kennedy | P. J. Kennedy | P. J. Kennedy | P. J. Kennedy | P. J. Kennedy | P. J. Kennedy |                   |                   |                   |                   |                   |                   | Mary Augusta Hickey | Mary Augusta Hickey | Mary Augusta Hickey | Mary Augusta Hickey | Mary Augusta Hickey | Mary Augusta Hickey |           |           |           |           |           |           | John F. Fitzgerald | John F. Fitzgerald | John F. Fitzgerald | John F. Fitzgerald | John F. Fitzgerald | John F. Fitzgerald |              |              |              |              |              |              | Mary Josephine Hannon | Mary Josephine Hannon | Mary Josephine Hannon | Mary Josephine Hannon | Mary Josephine Hannon | Mary Josephine Hannon |         |         |         |         |         |         |  |  |                 |                 |                 |                 |                 |                 |  |  |  |  |  |  |  |  |  |  |
|  |  |        |        |        |        |        |        |  |  |      |      |      |      |      |      | P. J. Kennedy | P. J. Kennedy | P. J. Kennedy | P. J. Kennedy | P. J. Kennedy | P. J. Kennedy |                   |                   |                   |                   |                   |                   | Mary Augusta Hickey | Mary Augusta Hickey | Mary Augusta Hickey | Mary Augusta Hickey | Mary Augusta Hickey | Mary Augusta Hickey |           |           |           |           |           |           | John F. Fitzgerald | John F. Fitzgerald | John F. Fitzgerald | John F. Fitzgerald | John F. Fitzgerald | John F. Fitzgerald |              |              |              |              |              |              | Mary Josephine Hannon | Mary Josephine Hannon | Mary Josephine Hannon | Mary Josephine Hannon | Mary Josephine Hannon | Mary Josephine Hannon |         |         |         |         |         |         |  |  |                 |                 |                 |                 |                 |                 |  |  |  |  |  |  |  |  |  |  |
|  |  |        |        |        |        |        |        |  |  |      |      |      |      |      |      |               |               |               |               |               |               |                   |                   |                   |                   |                   |                   |                     |                     |                     |                     |                     |                     |           |           |           |           |           |           |                    |                    |                    |                    |                    |                    |              |              |              |              |              |              |                       |                       |                       |                       |                       |                       |         |         |         |         |         |         |  |  |                 |                 |                 |                 |                 |                 |  |  |  |  |  |  |  |  |  |  |
|  |  |        |        |        |        |        |        |  |  |      |      |      |      |      |      |               |               |               |               |               |               | Joseph P. Kennedy | Joseph P. Kennedy | Joseph P. Kennedy | Joseph P. Kennedy | Joseph P. Kennedy | Joseph P. Kennedy |                     |                     |                     |                     |                     |                     |           |           |           |           |           |           |                    |                    |                    |                    |                    |                    | Rose Kennedy | Rose Kennedy | Rose Kennedy | Rose Kennedy | Rose Kennedy | Rose Kennedy |                       |                       |                       |                       |                       |                       |         |         |         |         |         |         |  |  |                 |                 |                 |                 |                 |                 |  |  |  |  |  |  |  |  |  |  |
|  |  |        |        |        |        |        |        |  |  |      |      |      |      |      |      |               |               |               |               |               |               | Joseph P. Kennedy | Joseph P. Kennedy | Joseph P. Kennedy | Joseph P. Kennedy | Joseph P. Kennedy | Joseph P. Kennedy |                     |                     |                     |                     |                     |                     |           |           |           |           |           |           |                    |                    |                    |                    |                    |                    | Rose Kennedy | Rose Kennedy | Rose Kennedy | Rose Kennedy | Rose Kennedy | Rose Kennedy |                       |                       |                       |                       |                       |                       |         |         |         |         |         |         |  |  |                 |                 |                 |                 |                 |                 |  |  |  |  |  |  |  |  |  |  |
|  |  |        |        |        |        |        |        |  |  |      |      |      |      |      |      |               |               |               |               |               |               |                   |                   |                   |                   |                   |                   |                     |                     |                     |                     |                     |                     |           |           |           |           |           |           |                    |                    |                    |                    |                    |                    |              |              |              |              |              |              |                       |                       |                       |                       |                       |                       |         |         |         |         |         |         |  |  |                 |                 |                 |                 |                 |                 |  |  |  |  |  |  |  |  |  |  |
|  |  |        |        |        |        |        |        |  |  |      |      |      |      |      |      |               |               |               |               |               |               |                   |                   |                   |                   |                   |                   |                     |                     |                     |                     |                     |                     |           |           |           |           |           |           |                    |                    |                    |                    |                    |                    |              |              |              |              |              |              |                       |                       |                       |                       |                       |                       |         |         |         |         |         |         |  |  |                 |                 |                 |                 |                 |                 |  |  |  |  |  |  |  |  |  |  |
|  |  |        |        |        |        |        |        |  |  |      |      |      |      |      |      |               |               |               |               |               |               |                   |                   |                   |                   |                   |                   |                     |                     |                     |                     |                     |                     |           |           |           |           |           |           |                    |                    |                    |                    |                    |                    |              |              |              |              |              |              |                       |                       |                       |                       |                       |                       |         |         |         |         |         |         |  |  |                 |                 |                 |                 |                 |                 |  |  |  |  |  |  |  |  |  |  |
|  |  | Joseph | Joseph | Joseph | Joseph | Joseph | Joseph |  |  | John | John | John | John | John | John |               |               | Rose M.       | Rose M.       | Rose M.       | Rose M.       | Rose M.           | Rose M.           |                   |                   | Kathleen A.       | Kathleen A.       | Kathleen A.         | Kathleen A.         | Kathleen A.         | Kathleen A.         |                     |                     | Eunice M. | Eunice M. | Eunice M. | Eunice M. | Eunice M. | Eunice M. |                    |                    | Patricia           | Patricia           | Patricia           | Patricia           | Patricia     | Patricia     |              |              | Robert F.    | Robert F.    | Robert F.             | Robert F.             | Robert F.             | Robert F.             |                       |                       | Jean A. | Jean A. | Jean A. | Jean A. | Jean A. | Jean A. |  |  | Edward M. (Ted) | Edward M. (Ted) | Edward M. (Ted) | Edward M. (Ted) | Edward M. (Ted) | Edward M. (Ted) |  |  |  |  |  |  |  |  |  |  |